# José Florencio Jiménez
José Florencio Jiménez Sandoval (Quíbor, 3 de agosto de 1789 - Caracas, 28 de agosto de 1851) fue un militar venezolano, oficial del Ejército de Venezuela en la Guerra de Independencia. Participó en la Campaña Admirable en 1813 bajo la dirección del Libertador Simón Bolívar y tuvo su bautismo de fuego en la Batalla de Los Horcones. Combatió bajo las órdenes del general Sucre en las campañas de la Nueva Granada y en Quito. También en Perú, en donde participó en la Batalla de Ayacucho en 1824. Tras la muerte de Simón Bolívar y la disolución de la Gran Colombia tuvo que huir de Venezuela para evitar las persecuciones a los militares bolivarianos. Vivió por más de un año en la isla de Curazao hasta 1832, cuando vuelve a Venezuela. Líder de la revolución de las reformas en Barquisimeto contra el presidente José María Vargas en 1835. Entre 1848 y 1850 fue gobernador de la provincia de Barquisimeto.

## Biografía
José Florencio Jiménez Sandoval nació en Quíbor –estado de Lara– el 3 de agosto de 1789, hijo del matrimonio compuesto por Martín Jiménez y María de Jesús Sandoval. Desde niño se dedica a labores agrícolas, muy propias del lugar natal y de sus ancestros, lo cual no le permitió recibir ni siquiera la instrucción primaria.
Se encontraba en la flor de la juventud cuando se produce la soberana insurrección caraqueña del 19 de abril de 1810, que depuso al capitán general Vicente Emparan, iniciándose la larga lucha por la independencia. Algunos señalan que Jiménez se enroló como soldado voluntario en las tropas del marqués del Toro, en la Campaña de Coro de 1810, pero según las propias aseveraciones del héroe larense, “Empecé a servir en el año 1813 como Cabo Primero en las acciones de Jabito y en la batalla de Cerritos Blancos (13-09-1813), bajo el mando del coronel Ramón García de Sena”. De allí continúa al servicio de la causa independentista, participando en la batalla de Araure (1813); después es asignado a uno de los batallones del general Rafael Urdaneta, combatiendo en los sitios de Valencia y San Carlos, asediados por las tropas realistas y sus tenaces jefes José Ceballos y Sebastián de la Calzada.
Participa en la “Retirada de occidente”, llevada a cabo por Urdaneta –desde Valencia hasta Santafe de Bogotá–, a fin de salvar los restos del ejército patriota, desmantelado prácticamente por las acciones adversas de 1814, que significó la caída de la Segunda República. En esta marcha increíble convergieron simultáneamente 4 próceres larenses Jacinto Lara, Pedro León Torres, Juan Guillermo Iribarren y Florencio Jiménez. En Tunja se unen al Libertador Simón Bolívar, y marchan sobre la capital neogranadina para deponer al dictador Manuel Bernardo Álvarez Casal, entrando triunfantes a Santa Fe de Bogotá después de un sangriento asedio el 12 de diciembre de 1814. Jiménez –con el rango de Sargento– es incorporado al batallón que comanda Florencio Palacios, viendo acción en las campañas de Cartagena, La Popa y El Retiro; todo ello en el bajo Magdalena. Por su valor es ascendido a Teniente al mando del coronel trujillano Andrés Linares, luchando en los enfrentamientos de Caucan y en el de la Cuchilla de Tambo, allí resulta herido y es capturado por las tropas realistas.
Se ve obligado a servir en las fuerzas enemigas en el batallón Numancia, acantonado en Bogotá; después de una fuga espectacular, regresa y se enrola en un regimiento llanero en Casanare, en 1818. En Angostura, Bolívar toma la singular decisión de liberar a la Nueva Granada, en primer lugar, y emprende una victoriosa campaña –que después de sortear grandes dificultades en el Paso de los Andes– logrando imponerse consecutivamente en Paya, Gámeza, Pantano de Vargas y en la decisiva victoria de Boyacá, el 7 de agosto de 1819. En todas ellas estuvo presente Florencio Jiménez; y era un gran orgullo lucir en su pecho la condecoración “Vencedores de Boyacá”.
El ahora capitán Florencio Jiménez es destacado al comando del general Mariano Montilla, colaborando decisivamente en la reconquista de Cartagena de Indias (01-10-1821). Al caer la plaza en manos patriotas es ascendido a teniente coronel y le nombran comandante del batallón “Magdalena”; con el cual acompañará al general Antonio José de Sucre en la “Campaña del Sur”. Junín, Pichincha, Corpahuaico y Ayacucho, serán testigos del valor y la decidida entrega del denodado quiboreño, como comandante de la Primera Compañía de los Voltígeros de la Guardia. Continuará sin mengua en la consolidación de la libertad americana a la cabeza de la “División Callao”, subordinado al general Bartolomé Salom, tomando en 1826 las formidables fortificaciones del puerto peruano El Callao, logrando la rendición y la capitulación del brigadier español José Ramón Rodil y Campillo (22 de enero de 1824). 
Una vez más estará en las múltiples refriegas militares, defendiendo la Gran Colombia, especialmente contra los invasores peruanos del mariscal José de la Mar; quien resultó aplastantemente derrotado en el batalla del Portete de Tarqui, el 27 de febrero de 1829.
A finales de ese mismo año le toca una ingrata misión, salir a reprimir al valeroso general José María Córdova, quien lamentablemente se había insurreccionado en el Santuario de Antioquia; en esta ocasión su primer jefe fue el prócer y edecán de Bolívar general Daniel Florencio O'Leary; el desventurado Córdova –sin atender las nobles proposiciones del irlandés– empeñase en morir a manos de un oscuro soldado británico de nombre Ruperth Hand, quien lo sableó el 17 de octubre de 1829.
Otro “santuario” será la culminación militar del coronel Florencio Jiménez, tras la renuncia de Bolívar ante el Congreso Admirable, y las indecisiones del presidente Joaquín Mosquera, así como las provocaciones colombianas contra los oficiales venezolanos; el vicepresidente Domingo Caycedo ordena la inmovilización y disolución del “Batallón Callao”, comandando por Jiménez, quien manifiesta su oposición a la decisión.
El Gobierno opta por enviar en su contra a 5.000 hombres, para tratar de reducir al gallardo batallón de apenas 900 soldados; en el cerro de “El Santuario” las tropas de Jiménez desbaratan a las oficiales, causándole más de 2.500 bajas, el 27 de agosto de 1830. El Gobierno está derrotado; Mosquera firma la capitulación el 4 de septiembre y el general Rafael Urdaneta se encarga interinamente de la Jefatura Máxima de la Gran Colombia, invitando el regreso al poder a Bolívar, quien muy enfermo rechazó tajantemente los ofrecimientos; el general zuliano había concedido a Florencio Jiménez el despacho de general de Brigada.
Por el “pacto de Apulo” 28 de abril de 1831, Urdaneta resigna su interinato a favor del general Caicedo; Jiménez fue detenido, expulsado y borrado de la lista de los militares de la Gran Colombia. El general Florencio Jiménez volvió a su lugar querido en 1832, casándose con María de la Asunción Rodríguez, dedicándose a sus casi olvidadas labores de campo. En 1835 tuvo participación en la “Revolución de las Reformas”, de la cual no salió muy bien parado, por ello fue confinado en el castillo Santa Rosa de Margarita hasta 1837.
Murió en Caracas, el 28 de agosto de 1851, víctima de una penosa enfermedad renal que lo agobiaba; era el gobernador titular de la provincia de Barquisimeto, y se había separado del cargo –20 de marzo de 1850– que ostentaba desde diciembre de 1848.
Florencio Jiménez es el epónimo del Municipio cuya capital es Quíbor